# Imprenta

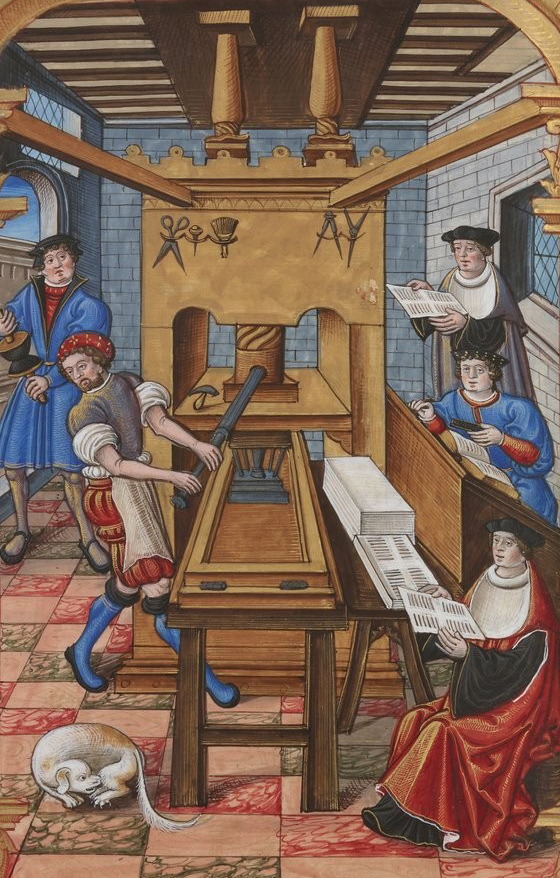
Imprenta europea del

La imprenta es un método mecánico destinado a reproducir textos e imágenes sobre papel, vitela, tela u otro material. En su forma clásica, consiste en aplicar una tinta, generalmente oleosa, sobre unas piezas metálicas (tipos) para transferirla o grabarla por presión. Aunque comenzó como un método artesanal, su implantación a mediados del siglo XV trajo consigo una gigantesca revolución cultural.
Más modernamente, la evolución de diversas tecnologías ha dado lugar a diferentes métodos de impresión y reproducción, como son la flexografía, la serigrafía, el huecograbado, el alto grabado, la fotografía electrolítica, la fotolitografía, la litografía, la impresión offset, la xerografía y los métodos digitales.

## Historia

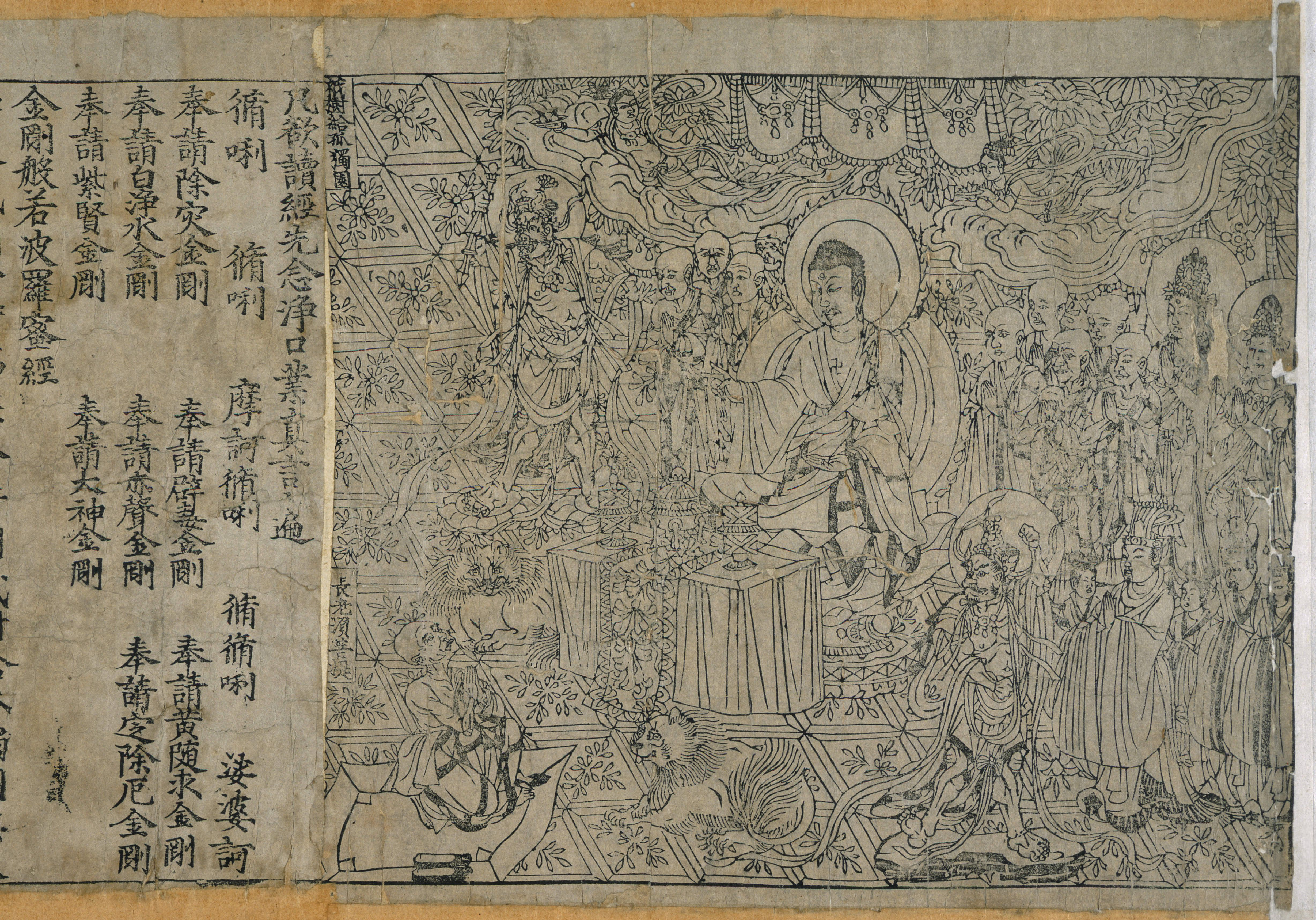
Sutra del Diamante, hallado en la cueva de Dunhuang (China). Es el documento impreso de fecha conocida más antiguo que se conserva. Fue realizado el 11 de mayo del año 868.

Ya los romanos tuvieron sellos que imprimían textos o imágenes sobre objetos de arcilla alrededor del año 440 a. C. y el 430 a. C. 
Entre 1041 y 1048, Bi Sheng inventó en China —donde ya existía un tipo de papel de arroz— el primer sistema de imprenta de tipos móviles, que usaba complejas piezas de porcelana en las que se tallaban los caracteres chinos. Esto constituía un procedimiento muy trabajoso por la inmensa cantidad de caracteres o letras de la escritura china. Posteriormente, en 1234, en la actual Corea, artesanos durante la dinastía Koryo, conocedores de los avances chinos con los tipos móviles, crearon un juego de tipos móviles de metal, que se anticipó a la imprenta moderna, pero lo usaron raramente.
Antes de la aparición de la imprenta los libros se difundían exclusivamente a través de copias manuscritas, hechas por copistas, muchos de los cuales eran monjes o frailes dedicados por entero al rezo y a la copia manual de libros, por encargo del propio clero o de reyes y nobles. Las ilustraciones y las letras mayúsculas eran productos decorativos y artísticos que generalmente realizaban artesanos diferentes del copista. Por ello la producción de un libro manuscrito era un proceso que podía durar años, ya que cada uno debía pasar por las manos de copistas, ilustradores y encuadernadores. Y todo ello, para producir un único y simple ejemplar.
El antecedente más directo de la imprenta moderna es la xilografía, que durante la Edad Media se utilizaba en Europa para publicar panfletos publicitarios o políticos, etiquetas y trabajos de pocas hojas. La xilografía requiere tallar manualmente el texto o imagen en hueco sobre una tablilla de madera, lo cual es una laboriosa artesanía. Luego se impregnaba la tablilla en tinta negra, azul o roja (solo existían esos colores), se aplicaba sobre el papel y con un rodillo se fijaba la tinta. El desgaste de la madera era considerable, por lo que no se podían hacer muchas copias con el mismo molde.

## Historia de la imprenta moderna

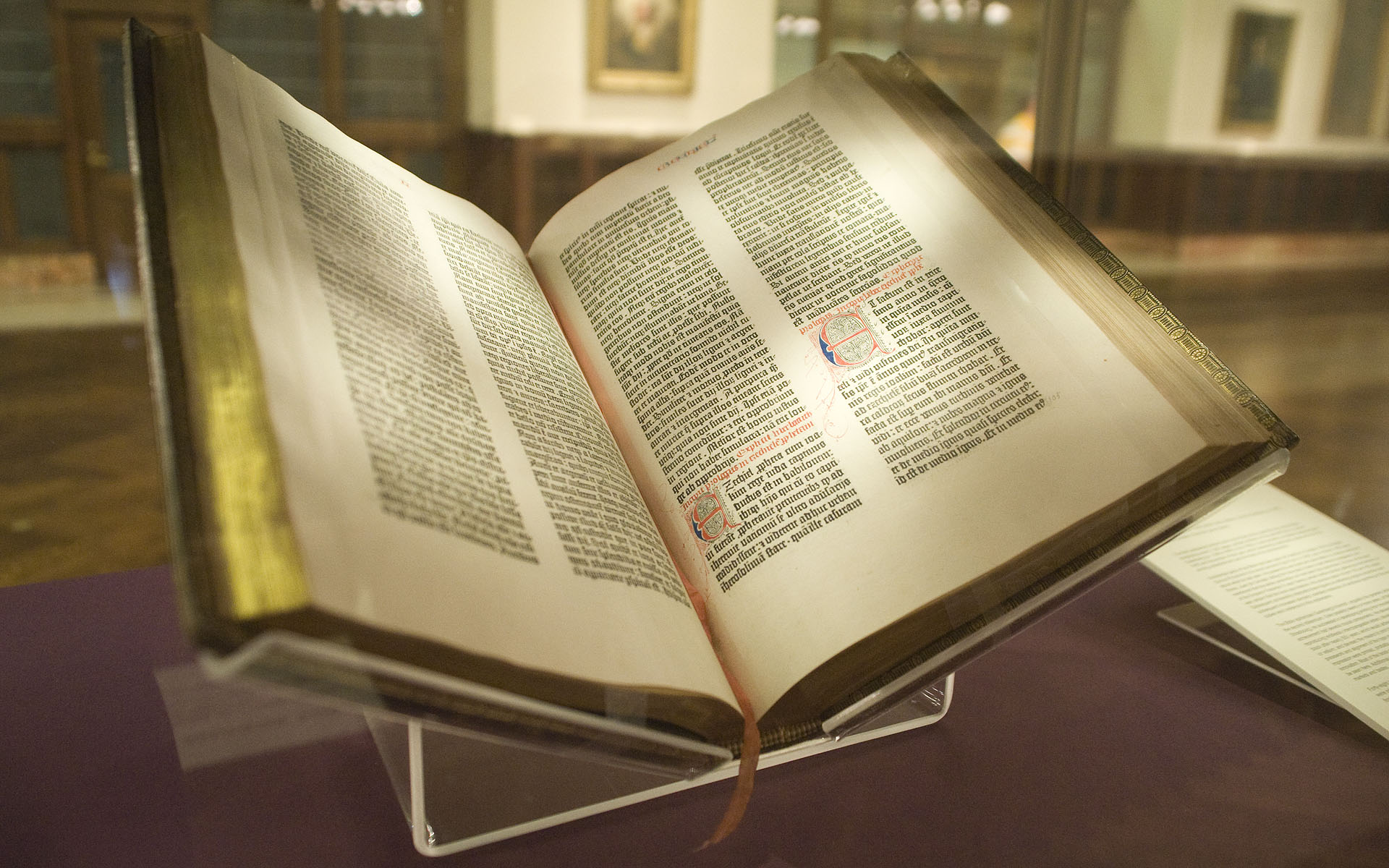
La Biblia de Gutenberg

### Técnicas previas
Fue necesario un conjunto de técnicas para que la imprenta pudiera ser creada y funcionar de la forma que Gutenberg la ideó. Solo cuando estos procesos productivos llegaron a su madurez, la imprenta pudo servirse de ellos. Por ejemplo, sin la producción a gran escala de papel, la imprenta no tenía sentido, pues el uso del pergamino era demasiado oneroso. El aporte crucial de Gutenberg fue unir estos elementos diversos, aportar otros nuevos y combinarlo todo en un sistema completo, funcional, sencillo y económico. 
Entre estas técnicas o procesos productivos tenemos: la fabricación de papel, el desarrollo de tintas, las aleaciones metálicas, las prensas de uso agrícola y la impresión en bloques de madera (o xilografía).
El papel
Los árabes habían aprendido y utilizado el arte chino de su fabricación, lo desarrollaron ampliamente en el mundo musulmán y lo llevaron a España y el sur de Italia. Los fabricantes medievales de papel en Europa mecanizaron su confección, mediante fábricas accionadas por agua, cuya primera evidencia cierta es de 1282. Esto permitió una expansión masiva de la producción y reemplazó la complicada artesanía característica de la fabricación de papel china y musulmana. Los centros de fabricación de papel comenzaron a multiplicarse a fines del siglo XIII en Italia, reduciendo el precio del papel a una sexta parte del pergamino y luego cayendo aún más.
La tinta
En Europa a finales del siglo XIII se producían tintas para la escritura o el teñido de telas, pero eran a base de agua y por lo tanto demasiado líquidas para imprimir. La xilografía, con moldes de madera, usaba tintas más adaptables, pero no del tipo que el metal requiere.
Metales
También existían en la época los conocimientos para realizar una gran gama de aleaciones metálicas con diferente uso y Gutenberg las conocía, pues era orfebre.
La prensa
Los distintos tipos de prensas de tornillo, que permiten aplicar presión directa sobre un plano fijo, ya eran conocidos en la época de Gutenberg y se utilizaban para una amplia gama de tareas. Creadas hacia el siglo I, los romanos las usaban normalmente en la producción agrícola, para prensar uvas y hacer vino; o aceitunas y hacer aceite. Es posible que Gutenberg también se haya inspirado en esas prensas, que se habían extendido por Alemania desde finales del siglo XIV, y que funcionaban con los mismos principios mecánicos.
Los tipos móviles
Este concepto ya existía en Europa antes del siglo XV. Evidencias esporádicas indican que se conocía el principio tipográfico, es decir, la idea de crear un texto mediante la reutilización de caracteres individuales, pues había estado apareciendo desde el siglo XII y posiblemente antes (la aplicación más antigua conocida se remonta al disco de Festo). Los ejemplos conocidos van desde la impresión de tipos móviles en China durante la dinastía Song, pasando por Corea durante la dinastía Goryeo, donde se desarrolló la tecnología de impresión de tipos móviles en metal en 1234, hasta Alemania, Inglaterra e Italia (Retablo de Pellegrino II). Sin embargo, las diversas técnicas empleadas (impresión, perforación y ensamblaje de letras individuales) no tenían el refinamiento y la eficiencia necesarios para imprimir grandes cantidades de texto con buena calidad. Tsuen-Hsuin y Needham, así como Briggs y Burke, sugieren que la imprenta de tipos móviles en China y Corea rara vez fue empleada.
El códice
Otro factor propicio para la imprenta fue el formato de códice, que los libros habían adoptado ya en la época romana. Considerado el avance más importante en la historia del libro antes de la imprenta, a principios de la Edad Media (hacia el 500 d. C.) el códice había reemplazado por completo al antiguo formato en el que trozos de pergamino o papiro unidos se escriben y luego se enrollan y desenrollan para leerlos. El códice es una colección de hojas de cualquier material (papel, pergamino o papiro) con uno o más dobleces, unidas por la parte posterior o lomo, y generalmente protegidas por cubiertas. El códice tiene considerables ventajas prácticas sobre el formato de rollo: es más conveniente de leer (pasando las páginas), más compacto, menos costoso, y tanto el anverso como el reverso de la hoja pueden usarse para escribir o imprimir, a diferencia del rollo.

### Obra de Gutenberg
La imprenta tuvo numerosos antecedentes, en los distintos sellos e inscripciones inventados por las culturas antiguas para manejar su burocracia o reproducir ilustraciones ceremoniales. Los chinos, por ejemplo, quienes habían fabricado el papel de arroz, inventaron en el siglo XI un sistema de porcelana que permitía reproducir sus caracteres a partir de moldes de porcelana. Pero la imprenta moderna como tal surgió en más o menos 1440 de la mano del Johannes Gutenberg. Tomando como base estas técnicas y procesos productivos, Gutenberg se dedicó a crear una máquina que fuera capaz de hacer a la vez varias copias de un libro (como la Biblia) en menos de la mitad del tiempo que tardaba en copiar una el más rápido de los copistas y que éstas no se diferenciaran en absoluto de las manuscritas. Aquí se aprecia lo perfeccionista que fue Gutenberg, quien comenzó su reto sin ser consciente de lo que su invento iba a representar para el futuro de la humanidad. 
Creación de tipos móviles
El primer desafío fue crear letras individuales que se pudieran usar separadamente para imprimir textos: en esto consiste un tipo móvil.
Gutenberg partió confeccionando punzones de hierro en los que talló manualmente una letra con el diseño y fuente que quería. Para imprimir un libro, necesitó hacer unos 270 punzones, cada uno con una letra, número o signo diferente; o la misma grafía, pero en distintos tamaños. Posteriormente con un mazo golpeaba el punzón contra un metal blando, como el cobre, creando la llamada matriz, que tiene la imagen en bajo relieve e invertida de la letra. La matriz permitía fabricar cientos de “a” o de “A”, todas idénticas entre sí; y las veces que fuera necesario. Un juego de punzones, permitía crear muchas matrices, que a su vez podían fabricar cientos o miles de tipos móviles.
A continuación, Gutenberg puso la matriz ya acuñada en el extremo de un molde de metal duro, donde vaciaba una aleación de metal fundido, que le permitía crear una barrita metálica en cuyo extremo estaba la letra que se usaría para imprimir: el tipo móvil.
Gutenberg debía ahora crear una aleación de metales que le permitiera fundir rápido y a bajo precio sus tipos móviles. Después de muchos ensayos y errores, logró dar con una aleación a base de plomo, estaño y antimonio, que se adapta tan bien a los fines de impresión, que todavía se utiliza en la actualidad. Las ventajas de esta aleación son dos: Sus componentes son abundantes y baratos; y se funden a bajas temperaturas, unos 285 grados centígrados.
La producción en masa de tipos móviles se logró mediante los dos inventos clave de Gutenberg: la aleación metálica y el molde para justar las matrices. Antes de él no existía nada parecido.
Basta imaginarse cuántas letras "a" o "D" pueden necesitarse para imprimir toda una página de cualquier libro, para entender la enorme cantidad de tipos móviles necesarios para que una imprenta sea operativa. El alfabeto latino tiene una gran ventaja en este proceso porque, a diferencia del sistema de escritura ideográfica china, permite representar cualquier texto con un mínimo teórico de solo unas tres decenas signos diferentes. "La invención de Gutenberg aprovechó al máximo el grado de abstracción en la representación de las formas del lenguaje que ofrecía el alfabeto y las formas occidentales de escritura que eran corrientes en el siglo XV".
La galera
Para confeccionar una página, se debe escribir el texto, letra por letra con los tipos móviles, ubicándolos en una especie de caja de madera, llamada en general galera. Se trata de que las letras se mantengan inmóviles, hasta después de impresas las hojas. Hay que considerar lo difícil de escribir con los tipos, ya que éstos tienen las letras invertidas, o al revés; como las de las máquinas de escribir, basadas en el mismo principio. Todo este mecanismo debió ser creado de la nada por Gutenberg, pues tampoco existía antes.
Las tintas
Gutenberg también creó un tipo de tinta específico para la imprenta. Después de mucha experimentación, logró superar las dificultades que causan las tintas tradicionales a base de agua, que al mojar el papel, lo rompen o impiden imprimir ambos lados de cada hoja. Encontró la fórmula para una tinta a base de aceites, adecuada para la impresión de alta calidad con tipos de metal.
La prensa
Una vez hechos los tipos móviles con los cuales imprimir, debe aplicarse presión para que la tinta grabe el texto sobre las hojas. Gutenberg amoldó una vieja prensa de uva para realizar el proceso de impresión. Como la impresión imponía unas exigencias a la prensa de tornillo muy diferentes a la del prensado de uvas o aceitunas, Gutenberg la adaptó para que la fuerza de presión ejercida por la platina sobre el papel se aplicara de manera uniforme y con elasticidad, para no romper o entintar en exceso el papel. Para acelerar el proceso de impresión, introdujo una mesa móvil, con una superficie plana en la que las hojas se podían cambiar rápidamente.
La prensa en sí, consiste en las siguientes partes:
1. Una mesa larga, una de cuyas mitades aproximadamente tiene una sección deslizable, llamada base de piedra.
2. Sobre la base de piedra, se ponen boca arriba el conjunto de tipos móviles con el texto, o forma.
3. Un mecanismo abatible, o bastidor, que permite ubicar el papel, cerrarlo y luego ponerlo directamente encima de la forma. El bastidor es una especie de díptico, con hojas que se pueden abrir y cerrar, dentro del cual se pone el papel. Una vez aplicada la presión, este mecanismo se retira de abajo de la prensa, se abre el bastidor y se retira el papel ya impreso.
4. El mecanismo de presión, o prensa propiamente tal, se ubica fijo sobre una mitad de la mesa. Gutenberg adosó verticalmente sobre la mesa 2 maderos, y un travesaño entre ambos. Cruzando verticalmente el travesaño, puso un torniquete, también de madera. Bajo el torniquete, hay una plancha de madera (platina), que sube y baja, según se gire el primero. Bajo esta plancha de madera se desliza el bastidor, se gira el torniquete, y se produce la presión sobre el conjunto de la base de piedra, el bastidor con los tipos móviles y el papel.

Esta es una descripción muy somera de la prensa, sin el profuso conjunto de términos técnicos para nombrar a cada parte: Forma, galera, canal, volandera, tímpano, frasqueta, cofre, y un largo etc.
Para hacer funcionar todo este mecanismo, se requieren varias cosas adicionales: el papel debe ser humedecido, para que absorba bien la tinta; y ésta ha de ser aplicada uniformemente sobre las letras, y reaplicada luego de imprimir cada hoja. 
Gutenberg creó un instrumento para aplicar a los tipos móviles la tinta oleosa y espesa de su invención. Esta especie de tampón se llama bala, y es una suerte de medio balón de fútbol, más o menos, con un mango superior, y recubierto de cuero crudo, que se hace pasar varias veces sobre una superficie plana con un poco de tinta, para empaparlo. Luego la bala “unta” las letras varias veces con varios golpecitos, para esparcir de modo homogéneo la tinta.

### Primeros productos de la imprenta
Gutenberg trabajó muchos años perfeccionando las distintas partes de su invención. No se sabe exactamente cuánto tiempo, pero hacia 1451-52 ya tenía todo listo para comenzar a imprimir.
Distintas fuentes documentan nuevamente su estancia en Maguncia a partir de octubre de 1448. Firmó un contrato de préstamo por 150 florines con su primo Arnold Gelthus. Se cree que Gutenberg invirtió el préstamo en la construcción de un taller de impresión. Buscó contacto con otros financistas, como el empresario Johannes Fust. Alrededor de 1449 éste le dio un préstamo sin intereses de 800 florines y recibió el equipo que había comprado con el dinero, como prenda.
En 1450, los experimentos de Gutenberg estaban tan avanzados que comenzó a montar e imprimir pequeños libros y volantes de una sola hoja. Las primeras impresiones atribuidas a Gutenberg se pueden dividir en dos grupos. Por un lado, las pequeñas impresiones como diccionarios, gramáticas cortas, indulgencias y calendarios; y por otro lado la llamada Biblia de Gutenberg, también conocida como Biblia de 42 líneas. Durante mucho tiempo se creyó que hacia 1449 había impreso el llamado Misal de Constanza, pero actualmente se estima que no es así.
Gutenberg no calculó bien el tiempo que le llevaría poner en marcha su invento, por lo que antes de finalizar se quedó sin dinero. En 1452 nuevamente solicitó crédito a Johann Fust, quien esta vez se negó; y ante la negativa del prestamista, Gutenberg le ofreció formar una sociedad. Fust aceptó, aportó otros 800 florines, pero delegó la vigilancia de los trabajos a su sobrino, Peter Schöffer, quien se puso a trabajar codo a codo con Gutenberg, al tiempo que vigilaba la inversión de su tío.
Gutenberg volvió a quedarse sin dinero, cuando ya estaba cerca de terminar las 180 Biblias que se había propuesto. Pero Johann Fust no quiso ampliarle el crédito, dio por vencidas las deudas, se quedó con los implementos de la imprenta y puso al frente de ella a su sobrino; experimentado ya en las nuevas artes de la impresión como socio-aprendiz de Gutenberg.
Peter Schöffer terminó el cometido que inició su maestro y las Biblias fueron vendidas rápidamente a altos cargos del clero, incluida la Santa Sede, a muy buen precio. Pronto empezaron a llover encargos de nuevos trabajos. La rapidez de la ejecución fue sin duda el detonante de su expansión, puesto que antes la entrega de un solo libro manuscrito podía tardar años.
La biblia demoró aproximadamente dos años en ser impresa. Los primeros ejemplares se exhibieron en la feria comercial de Fráncfort de 1454. Se hicieron 180 copias, cada una de 1200 páginas. Unas pocas se imprimieron en vitela y la gran mayoría en papel. Actualmente existen unas 48 de estas biblias; unas 12 en vitela y el resto de papel. En España se conservan dos, una completa en Burgos y otra solo con el Nuevo Testamento, en Sevilla.
Se sabe que sobreviven 48 copias sustancialmente completas, incluidas dos en la Biblioteca Británica que se pueden ver y comparar en línea. El texto carece de algunos caracteres de los libros modernos, como números de página, sangrías o saltos de párrafo.

### Destino de Gutenberg
Generalmente se sostiene que Gutenberg salió de su imprenta arruinado y que debió ser acogido por el Arzobispo Elector de Maguncia, el único que reconoció su trabajo hasta su muerte, pocos años después.
Lo que se sabe de su vida posterior, revela que no se trataba en absoluto de un indigente. Después de terminar su asociación con Fust, hacia 1455 regresó a Maguncia. El Arzobispo Elector Adolf II von Nassau aceptó en 1465 a Johannes Gutenberg como sirviente de su corte. Como cortesano recibía ropa, cereales y vino todos los años y también estaba exento de servicios e impuestos.
Sin embargo, si se considera el enorme éxito de su invención, es claro que no recibió todo el fruto del mismo. Dado que el abogado Konrad Humery recibió instrumentos de imprenta de Gutenberg en 1468, se supone una asociación comercial entre ambos, que permitió a Gutenberg continuar trabajando en un taller de impresión. Pero no se sabe con precisión desde cuándo.
Hasta su muerte vivió en las inmediaciones de la casa donde nació, en Maguncia. No se conoce la fecha del deceso de Gutenberg: pero la fuente más confiable para determinarla es la confirmación notariada del abogado Konrad Humery, en el que testifica haber recibido una imprenta de la finca de Gutenberg, antes del 26 de febrero de 1468. Por lo tanto, lo único seguro es que Gutenberg murió antes de esa fecha. Según el obituario de un familiar, Gutenberg fue enterrado en la Iglesia Franciscana de Maguncia. Sin embargo, después de numerosas renovaciones, la iglesia fue demolida en el siglo XVIII y reemplazada por un nuevo edificio. Por lo tanto, no es posible ahora encontrar su tumba. No nos ha llegado ningún retrato auténtico de Gutenberg.
Aunque en Europa muchas personas y lugares pretenden ser el origen de la imprenta, el consenso histórico actual apunta a que fue Gutenberg quien inventó la tipografía. Existe documentación posterior que le atribuye la invención aunque, curiosamente, no consta su nombre en ningún impreso conocido.
Han aparecido disputando el honor de ser llamados "Padre de la Imprenta", los nombres del alemán Mentelin, impresor de Estrasburgo (1410-1478); el del italiano Panfilo Castaldi, médico y después tipógrafo en 1470, el italiano Aldo Manucio y Lorenzo de Coster, de Haarlem, (Países Bajos) (1370-1430). Cada uno tiene un monumento en sus respectivas localidades.
Una edición que data del año 1502 en Maguncia, Alemania, impresa por Peter Schöffer, sucesor de la imprenta que inicialmente fue creada por Gutenberg, dice:

... Este libro ha sido impreso en Maguncia, ciudad donde el arte admirable de la tipografía fue inventado en 1450 por el ingenioso Johannes Gutenberg y luego perfeccionado a costa y por obra de Johann Fust y de Peter Schöffer... entre otros...

### Impacto temprano de la imprenta
Entre 1400 y 1450, es decir durante la vida de Gutenberg anterior a la imprenta, en toda Europa se habían copiado a mano, del orden de veinte mil libros. En los 50 años siguientes en Europa se imprimieron un estimado de entre 12 y 20 millones de libros.
La difusión de las técnicas, del conocimiento, de los intercambios entre eruditos, y en general en el crecimiento del acervo cultural que trajo esta verdadera inundación de libros, es inimaginable.

Difusión de la imprenta en el desde Maguncia, Alemania

Si se analiza el mapa adjunto, que señala las ciudades europeas que tenían imprenta en el siglo XV, vemos que la difusión del invento de Gutenberg fue extraordinariamente rápido. Ello quizá no hubiera sido posible si Gutenberg hubiera conservado la exclusividad de su ingenio. En esa época no existían leyes de propiedad intelectual, y la única forma que un creador podía mantener para sí un invento (por lo demás muy escasos) era guardarlo bajo riguroso secreto. Pero ni Gutenberg ni Fust estaban en posición de mantener tal secreto; y además, el primero necesitaba ingresos para vivir. 
De manera que la mala fortuna del inventor, que debió ceder su creación al prestamista, permitió que no hubiera trabas ni secretismos para que los conocimientos que permitían crear nuevas imprentas, circulara libremente por todas partes. El impacto gigantesco de esto en la historia de la humanidad, no ha sido debidamente calibrado.

## Primeras imprentas y libros en Iberoamérica
En la península ibérica, la primera imprenta fue instalada en Segovia en 1472, y su primer libro es el Sinodal de Aguilafuente. En Nueva España, la primera imprenta fue establecida en México en 1539.  En Centroamérica, el primer libro es Tratado sobre el cultivo del añil, impreso, precisamente, en tinta azul. En el Virreinato del Perú, el primer libro es La Doctrina Cristiana (Lima, 1584).

### Primeros impresos

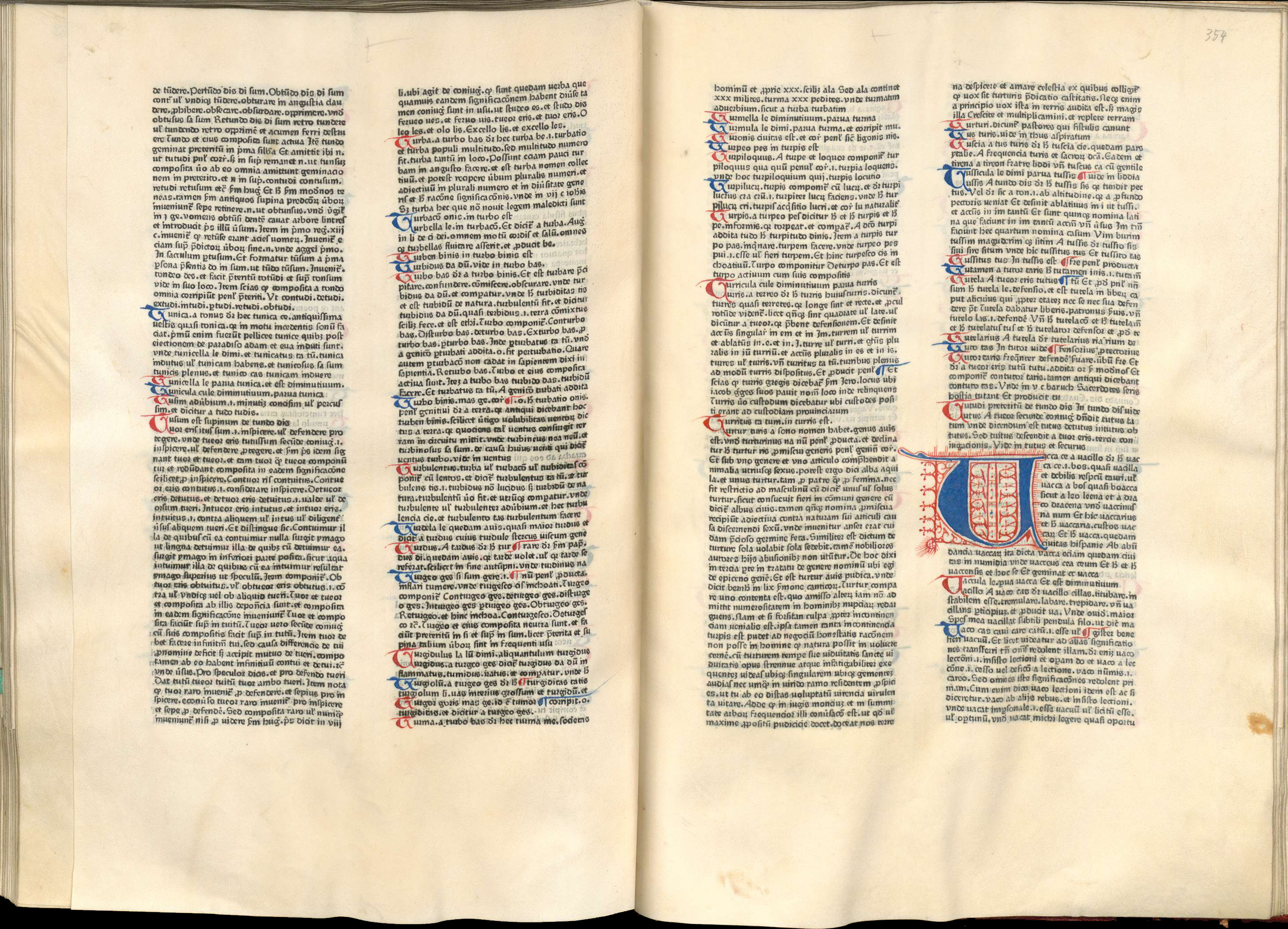
Dos páginas del Catholicon

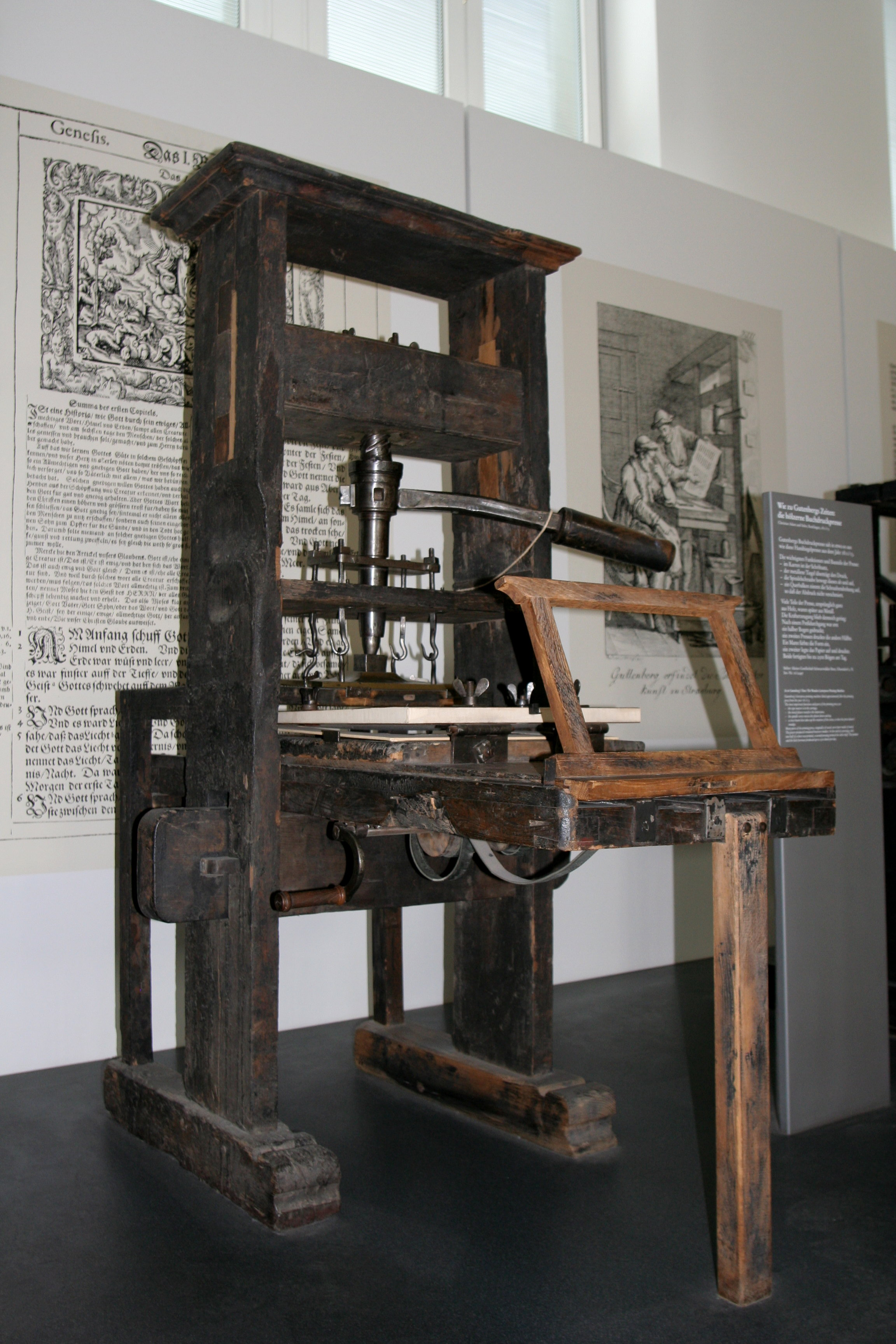
Prensa de imprimir de 1811

Gutenberg, en su labor de impresor, creó su famoso incunable Catholicon, de Juan Balbu de Janna. Pocos años después, imprimió hojas por ambas caras y calendarios para el año 1448. Además, junto con su amigo Fust editaron algunos libritos y bulas de indulgencia y en particular, aquel monumento de la imprenta primitiva, la Biblia de las 42 líneas, en dos tomos de doble folio, de 324 y 319 páginas respectivamente, con espacios en blanco para después pintar a mano las letras capitulares, las alegorías y viñetas que ilustrarían coloridamente cada una de las páginas de la Biblia.
Según las declaraciones de diversos testigos[cita requerida] resulta que, mientras en apariencia fabricaba espejos, Gutenberg se servía de todos los instrumentos, materiales y herramientas necesarios para la secreta imprenta: plomo, prensas, crisoles, etc., con el supuesto pretexto de fabricar con planchas xilográficas de madera unos pequeños devocionarios latinos de título Speculum que eran fabricados en Países Bajos y Alemania con los títulos de Speculum, Speculum humanae salvationis, Speculum vitae humanae, Speculum salutis, etc. Pero algunos declararon que con el pretexto de imprimir espejos, "Gutenberg, durante cerca de tres años, había ganado unos 100 florines en las cosas de la imprenta."
Hungría sería el primer reino que recibiría el renacimiento en Europa después de Italia,  bajo el reinado de Matías Corvino en el siglo XVI se inauguraría la primera imprenta húngara en 1472. Andrés Hess sería llamado a Hungría desde Italia, quien usando el sistema de Gutenberg organizaría la imprenta húngara y haría publicar dos obras: Cronica Hungarorum (La crónica de los húngaros), y el Magnus Basilius: De legendis poëtis - Xenophon: Apologia Socratis (dos obras griegas clásicas en un solo tomo). Durante el periodo de 1493 al 1496 funcionó la primera imprenta en Montenegro, conocida como Imprenta de Crnojević, considerada la primera imprenta estatal del mundo.
Años más tarde y hacia 1500 la situación social cambiaba en Alemania y una guerra civil hizo que en Maguncia los impresores huyeran para evitar caer en la guerra. A los impresores les costó mucho guardar el secreto y los talleres de imprentas se esparcieron por toda Europa.
La imprenta se conoce en América una vez concluida la conquista española. En 1539 el impresor Juan Cromberger monta una filial de su imprenta de Sevilla en Ciudad de México en un local de Juan de Zumárraga. Esta filial estará a cargo de Juan Pablos, que comienza su labor de impresión ese mismo año.  A la Nueva España llegaron varios impresores europeos que tuvieron una papel fundamental dentro del mundo del libro. El primer impresor ya mencionado, fue Juan Pablos, estuvo activo de 1548-1560, posteriormente llega Antonio de Espinosa quien labora de 1559-1576, el tercero fue Pedro Ocharte de 1563-1592. Pedro Balli es el cuarto impresor novohispano, estuvo activo de 1574 a 1600. Llegó a México por el año de 1569, en calidad de librero. "Se  despacho a la provincia de la Nueva España por soltero y por real cédula de su magestad, el 15 de julio de 1569".
El cronista Gil González Dávila ha querido decir que la primera obra impresa fue Escala espiritual para llegar al Cielo por San Juan Clímaco en 1532, en su versión traducida del latín por un fraile español, y aunque concuerda en el título del libro con el historiador Dávila Padilla, la fecha de 1532 es equivocada ya que en ese año no había medios para imprimir nada por aquellas tierras. El primer libro impreso sería Breve y más compendiosa Doctrina Christiana, escrito por Juan de Zumárraga, en la imprenta de Juan Cromberger gestionada por Juan Pablos en 1539.
Así inició la más grande repercusión de la imprenta en la cultura de la humanidad. La palabra escrita ahora podía llegar a cualquier rincón, la gente podía tener acceso a más libros y comenzar a preocuparse por enseñar a leer a sus hijos. Las ideas cruzaban las fronteras y el arte de la tipografía fue el medio de difundirlas.
Libros, incunables, ediciones ilustradas con grabados de madera: la mejora de las técnicas y materiales de imprenta llevaron durante cuatro siglos las palabras por todo el mundo. El arte tipográfico evolucionó y llegó a crear obras maestras en la formación y estructuras de libros y ediciones especiales impresas. Actualmente las técnicas de impresión en calidad y volumen han mejorado de forma impresionante, algunas por medio de computadora, olvidándose del arte tipográfico que muchos tipógrafos del mundo se resisten a cambiar.
Pocos inventos han tenido la influencia en el ser humano como la creación de la imprenta, ese antiguo arte que, si va unido en una obra la labor del tipógrafo y la obra escrita de un buen autor, proporciona una obra de arte completa, lista para conmover con belleza literaria y estética tipográfica al lector, el fin primero y último de la imprenta.

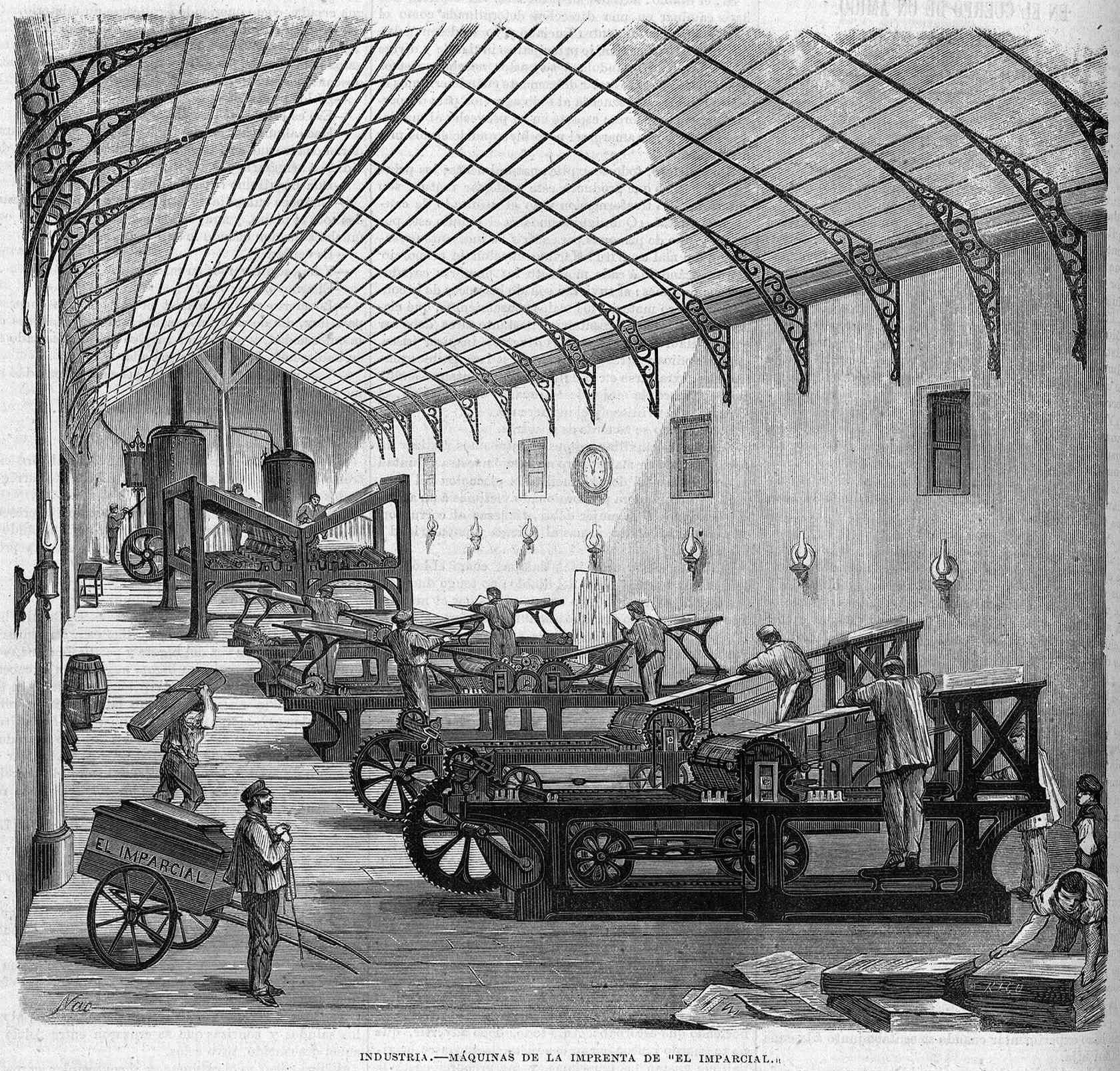
Máquinas de la imprenta del periódico español El Imparcial, dibujo de Manuel Nao, publicado en 1870 en La Ilustración de Madrid.

A finales del siglo XIX, se perfeccionó el proceso, gracias a la invención en 1885 de la linotipia, por Ottmar Mergenthaler.

### La imprenta en la electrónica
Los nuevos medios de comunicación aparecieron en un momento de un cambio acelerado y de comunicaciones más veloces y fueron la respuesta a la mayor demanda de información y entretenimiento. Los nuevos sistemas y estructuras nunca borran por completo los anteriores sino que se superponen. Así, las nuevas técnicas de almacenamiento y recuperación de información han necesitado de los medios de impresión en este campo para reagrupar y encontrar nuevas colocaciones, a menudo de carácter más especializado.
La revolución audiovisual se ha presenciado en medio de un diluvio de material de promoción impreso. Todo esto ha traído consigo cambios que afectan al libro; por ejemplo, la composición convencional es ahora tan cara que solamente se justifica en tiradas muy grandes, pero hay una gran variedad de métodos de impresión más económicos, como la fotocopia y la duplicación electrostática.

### Impresión digital
Nuevos horizontes se desplegaron con la llegada de la impresión digital. El ahorro de tiempo y los costos ofrecidos por las nuevas técnicas digitales valen también para la industria editorial que se beneficia de la rapidez y amplias posibilidades que la impresión digital ofrece:
- inversión optimizada: uno de los mayores problemas de la industria editorial es que si el volumen de tirada de un libro no es rentable, ese libro nunca será publicado. Ahora con la impresión digital también las tiradas cortas pueden ser rentables, permitiendo así una mayor "democracia de publicación".
- reimpresión: esto significa que no solo será posible obtener un coste muy bajo en el caso de nuevas impresiones, sino también para reimpresiones bajo demanda. Esto permite una ulterior ventaja productiva: producir menos libros para ahorrar gastos y publicar otros en el supuesto caso que venda.
- Además de las ventajas directas, la impresión digital nos abre un nuevo mundo: gracias a ella es posible enviar pedidos por correo electrónico, imprimir en línea, copiar textos en cuestión de segundos, hacer comunicaciones rápidas y utilizar formatos universales como el PDF.

## El futuro de la imprenta

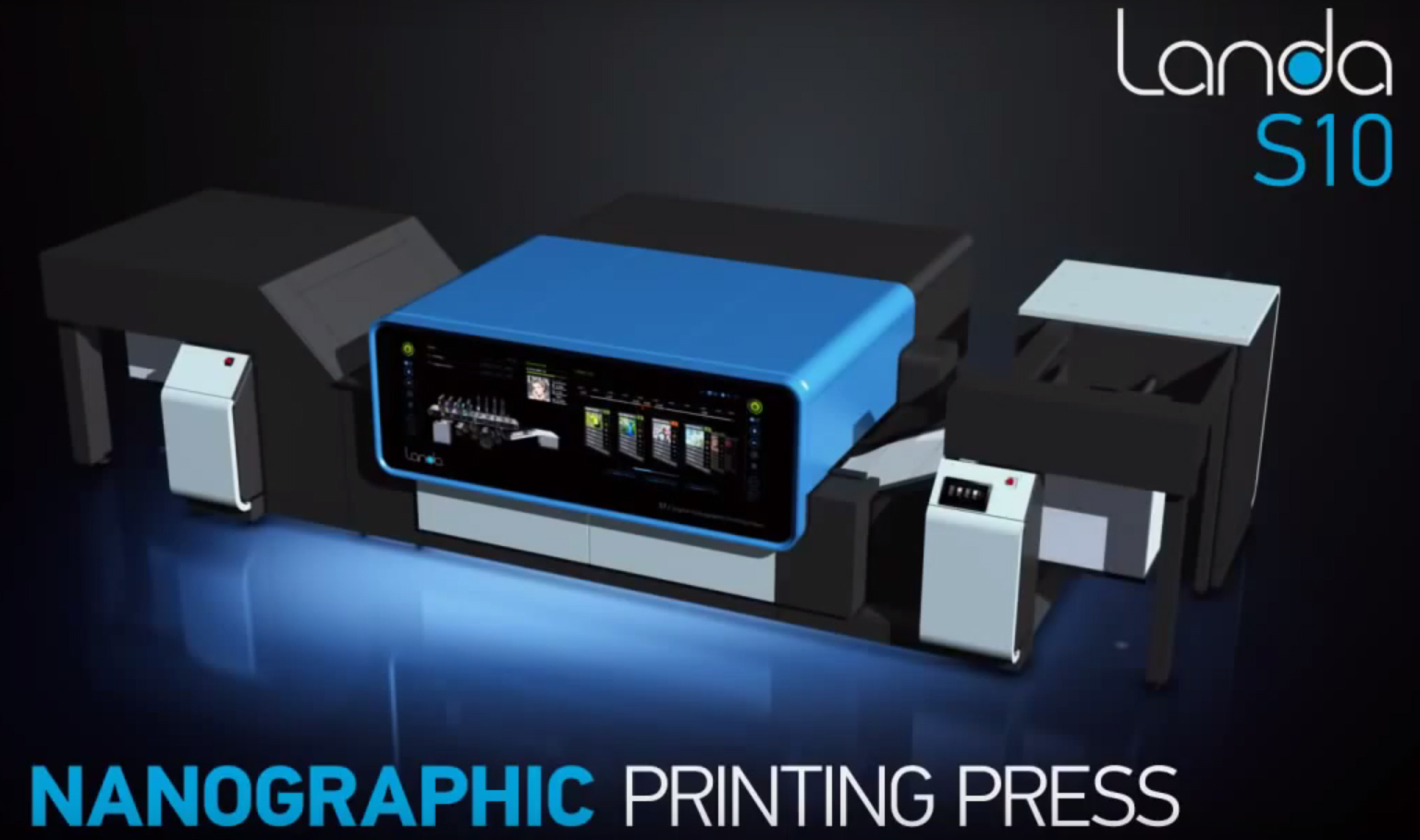
Impresión nanográfica, la nueva tecnología con la calidad y la velocidad de la impresión offset al precio de la impresión digital.

Con la aparición de la tinta electrónica y los conocidos libros electrónicos o eBooks se ha logrado que ya no sea necesario imprimir un libro para poder distribuirlo y por ende leerlo. Diversos dispositivos permiten la compra y adquisición de libros, publicaciones y revistas desde el mismo aparato, lo que reduce de forma notable el costo de producción de la propiedad intelectual además de aportar una solución ecológica. También hay que resaltar el papel de Internet como gran medio para distribuir información a través de páginas web y correo electrónico, sustituyendo muchas veces al uso tradicional del papel en ámbitos como la prensa escrita o el correo postal. Por estas razones el uso de la imprenta ha disminuido, e incluso campañas ecológicas invitan a no generar desechos imprimiendo material que puede ser visto o leído en dispositivos digitales, generando una mayor conciencia sobre lo que será impreso.